# Scummy Man
Scummy Man é um curta-metragem escrito e dirigido por Paul Fraser e produzido por Mark Herbert e Diarmid Scrimshaw, disponível em um DVD single da banda britânica Arctic Monkeys. Sua história é baseada na canção "When the Sun Goes Down", que, informalmente, é conhecida também pelo nome do filme.
O filme conta a história de "Nina" (Lauren Socha), uma jovem moradora de Sheffield, Inglaterra, que, por tentar escapar da prostituição, é agredida e intimidada por seu cafetão, "George" (Stephen Graham), conhecido pela alcunha de "Scummy Man".
A fim de se obter uma aparência de documentário, o filme foi gravado em película de 16 mm por Danny Cohen. No DVD também está disponível um filme extra, intitulado "Just Another Day", que narra a mesma seqüência de eventos, em um tom mais esperançoso, a partir da perspectiva de um taxista, que se sensibiliza com a história da protagonista.
A película, lançada em 10 de abril de 2006 pelo selo Domino Records, ganhou o prêmio de Melhor DVD musical nos NME Awards 2007, no dia 1º de Março.